# Peter Palumbo, Barão Palumbo

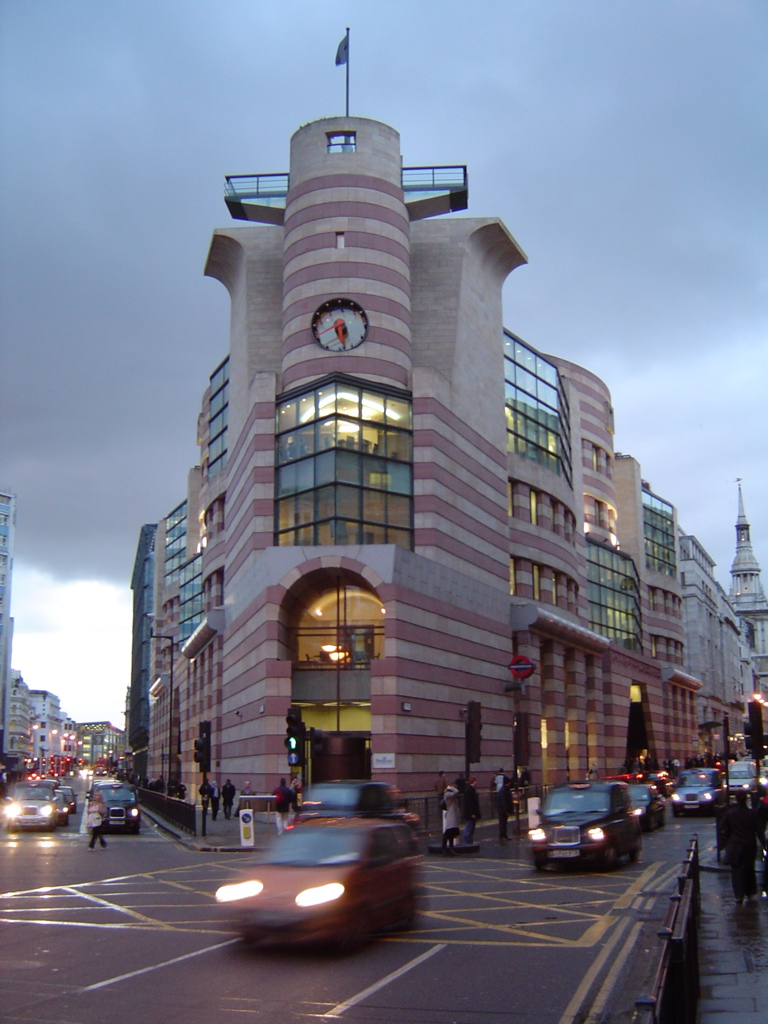
No. 1 Poultry

Peter Garth Palumbo, Barão Palumbo (nascido em 20 de julho de 1935) é um promotor imobiliário, colecionador de arte e conhecedor de arquitetura inglês. 

## Biografia

### Vida familiar
Peter Palumbo é filho de Rudolph Palumbo e de sua esposa Elsie. Rudolph, que abandonou a escola aos doze anos, tornou-se um rico promotor imobiliário antes da Segunda Guerra Mundial. Peter foi educado em Eton College e depois em Worcester College, na Universidade de Oxford, onde recebeu um mestrado em Direito.
Em 1959, casou-se com Denia Wigram, com quem teve um filho e duas filhas. Depois que ela morreu, em 1986, Peter casou-se pela segunda vez com Hayat Morowa, filha de um editor de jornal libanês, com quem teve outro filho e mais duas filhas. Seu filho do primeiro casamento, James "Jamie" Palumbo é dono da discoteca Ministry of Sound e também um promotor imobiliário. Jamie, cuja fortuna foi estimada pela Lista dos Ricos do Jornal Sunday Times 2004 em £136 milhões de libras esterlinas, é famoso por ser financiador do Partido Trabalhista (enquanto que Palumbo é do Partido Conservador). Em 1995, Peter Palumbo foi processado por Jamie com o pretexto de que ele estava abusando dos fundos da família para pagar trabalhos de arte.

### Investimentos
Em 1972, ele comprou a Residência Farnsworth, projetada por Mies van der Rohe, e as mobílias do designer. Palumbo também aumentou o tamanho da propriedade, comprando terrenos adjacentes. Comissionou célebres escultores, como Anthony Caro e Richard Serra, para fazerem ainda obras de arte para Farnsworth. Em 2003, Palumbo vendeu a residência para o grupo de conservacionistas de Mies por, como se alega, £7,5 milhões de libras esterlinas. Palumbo também possui Kentuck Knob, uma casa privada construída por Frank Lloyd Wright em Chalk Hill, Pensilvânia, e Maisons Jaoul, de Le Corbusier, em Neuilly-sur-Seine, perto de Paris.
Em 1994, Palumbo demoliu o prédio "Mappin & Webb" em Londres para construir em seu lugar o No 1 Poultry, o que provocou debates na época.
Peter Palumbo financiou a reforma da igreja St Stephen Walbrook, no centro de Londres, uma construção de Sir Christopher Wren que remonta ao século XVII, mas que foi muito prejudicada durante o blitz da Segunda Guerra. Ele também comissionou Henry Moore para fazer um altar de pedra branca para a igreja (uma escolha polêmica). A igreja, onde a primeira esposa de Palumbo trabalhou voluntariamente, também contém um moderno relógio de sol - no qual está escrito "Eu apenas conto as horas de sol". O relógio é o memorial de Palumbo a Denia.

### Barão Palumbo
No dia 4 de fevereiro de 1991, recebeu o título vitalício (só pode ser usado por ele em vida e por ninguém mais) de Barão Palumbo de Walbrook na Cidade de Londres, em honra à igreja de St Stephen Walbrook.

### Papéis
Peter Palumbo foi um fiduciário da Tate Gallery de 1978 a 1985 e presidente da fundação da galeria entre 1986 e 1987. Anteriormente, ele serviu como fiduciário da Whitechapel Gallery, sendo atualmente um fiduciário do Museu de História Natural de Londres e o diretor do conselho de fiduciários da Serpentine Gallery. Foi o presidente do Conselho de Artes da Grã-Bretanha entre 1988 e 1993, propondo que o Conselho vendesse algumas obras de arte de sua coleção para pagar seus débitos com a Royal Opera House. Atualmente, ele é o chanceler da Universidade de Portsmouth e presidente dos Amigos do Cemitério de Highgate.

### Conexões com a realeza britânica
Palumbo era um jogador do time de pólo do Príncipe Charles, e os dois eram muito amigos muito próximos até 1984, quando o príncipe criticou publicamente o plano de Palumbo de construir um projeto de Mies van der Rohe perto da Catedral de São Paulo, o qual Charles chamou de "toco de vidro". Durante a "Guerra dos Galeses", o período chamado pela mídia britânica e internacional para se referir ao colapso do casamento do Príncipe e da Princesa de Gales, Palumbo aliou-se a Princesa de Gales e, em 1994, usou um evento de coleta de doações em Serpentine Gallery para Diana fazer uma aparição pública na mesma noite que uma simpática entrevista com Charles estava para ser transmitida pela BBC. Peter Palumbo é padrinho da princesa Beatrice de Iorque, sobrinha de Charles.